# Billy Cunningham

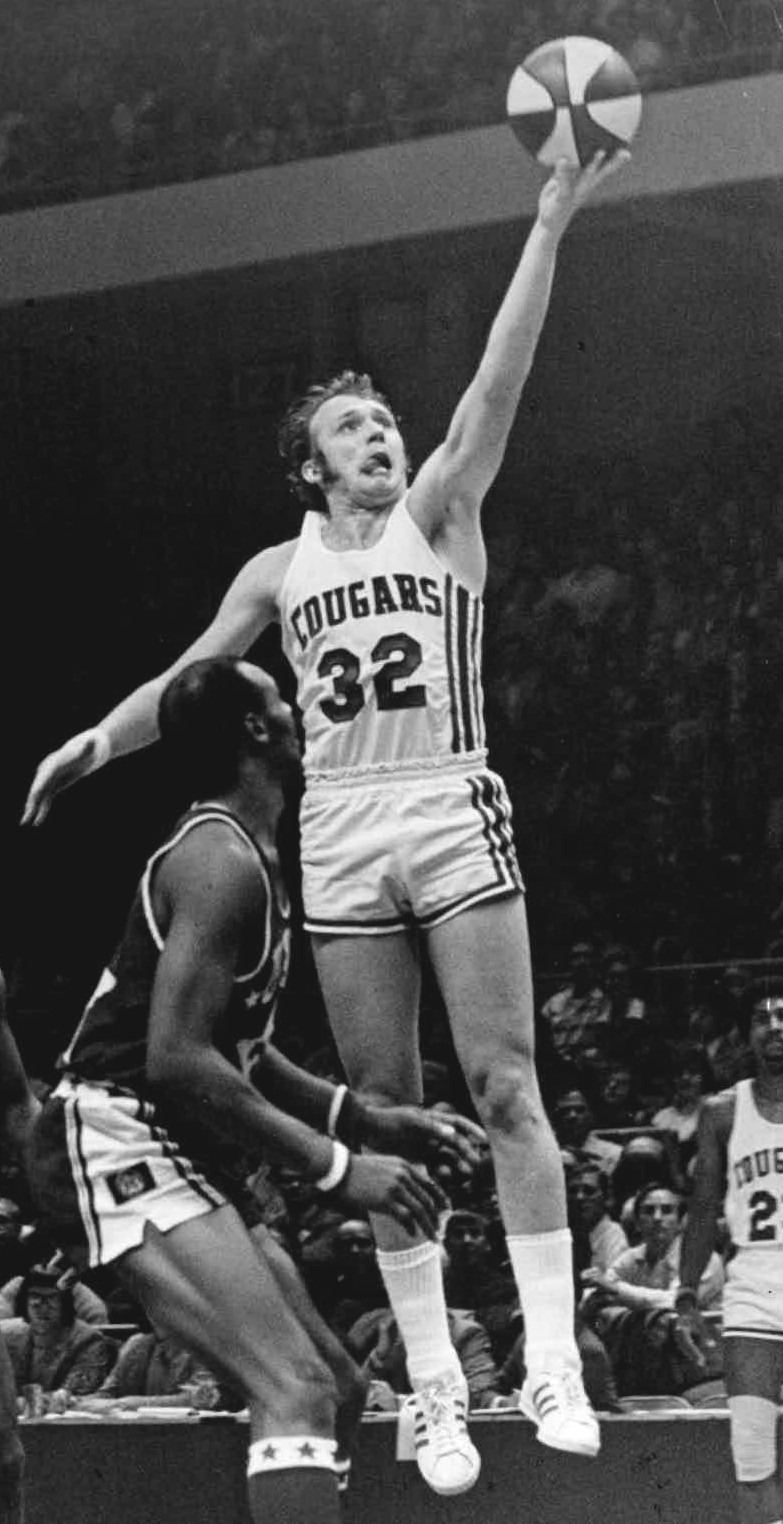
Cunningham w 1972 roku

William John Cunningham, zwany Billy (ur. 3 czerwca 1943 w Nowym Jorku) – amerykański koszykarz, występujący na pozycji skrzydłowego, mistrz NBA z 1967. Członek Basketball Hall of Fame. Znany pod przydomkiem Kangaroo Kid. 
Mierzący 201 cm wzrostu koszykarz studiował na  Uniwersytecie Karoliny Północnej w Chapel Hill, gdzie w latach 1962–1965 grał w drużynie North Carolina Tar Heels. Do NBA został wybrany z 7. numerem w drafcie 1965 przez Philadelphia 76ers. W debiutanckim sezonie 1965/1966 zajął drugie miejsce w głosowaniu na debiutanta roku NBA.
W 1967 został mistrzem NBA. W 1972 odszedł do ABA, ligi na początku lat 70. konkurencyjnej dla NBA. Grał w niej w barwach Carolina Cougars do 1974, kiedy to wrócił do Filadelfii. W 1973 został MVP ligi ABA.
Jest rekordzistą NCAA w liczbie kolejnych double-double (40) uzyskanych w trakcie kariery w lidze akademickiej (5.12.1962–22.02.1964).
Cztery razy brał udział w meczu gwiazd NBA. W 1996 znalazł się wśród 50 najlepszych graczy występujących kiedykolwiek w NBA. Po zakończeniu kariery (1976) pracował jako trener w 76ers. W 1983 w tej roli ponownie został mistrzem NBA.

## Osiągnięcia

### NCAA
- Zawodnik Roku Konferencji Atlantic Coast (1965)[6]
- Wybrany do:
  - I składu:
    - All-ACC (1963–1965)
    - turnieju ACC (1963–64)

  - ACC Academic All-Conference (1965)
  - USBWA(inne języki) All-America (1964–65)
  - Helms Foundation(inne języki) All-America (1965)
  - Sporting News(inne języki) II składu All-America (1965)
  - grona 50 Najlepszych Zawodników w Historii Konferencji ACC(inne języki) (2002)
  - Akademickiej Galerii Sław Koszykówki (2006)[7]
- Uczestnik meczu gwiazd - East-West Game (1965)

### ABA
- MVP sezonu ABA (1973)[8]
- Uczestnik ABA All-Star Game (1973)[9]
- Wybrany do:
  - I składu ABA (1973)[8]
  - składu najlepszych zawodników w historii ligi ABA (ABA's All-Time Team - 1997)[10]

### NBA
- Mistrz NBA (1967)[11]
- Uczestnik meczu gwiazd:
  - NBA (1969–1972)[12]
  - NBA vs ABA (1971)[13]
- Zaliczony do:
  - I składu:
    - NBA (1969–1971)[14]
    - debiutantów NBA (1966)[15]

  - II składu NBA (1972)[14]
  - grona 50 najlepszych zawodników w historii NBA (NBA’s 50th Anniversary All-Time Team – 1996)[16]
  - składu najlepszych zawodników w historii NBA, wybranego z okazji obchodów 75-lecia istnienia ligi (2021)[17]
  - Koszykarskiej Galerii Sław (Naismith Memorial Basketball Hall Of Fame - 1986)[18]
  - Philadelphia Sports Hall of Fame(inne języki) (2004)[19]
- Klub Philadelphia 76ers zastrzegł należący do niego w numer 32[20]

### Kadra
- Mistrz Uniwersjady (1965)[21]

### Jako trener
- Mistrz NBA (1983)[11]
- 2-krotny wicemistrz NBA (1980, 1982)[11]
- 4-krotnie wybierany na trenera drużyny All-Star Wschodu (1978, 1980–81, 1983)